# Jorge Costa
Jorge Paulo Costa Almeida (* 14. Oktober 1971 in Porto; † 5. August 2025 ebenda) war ein portugiesischer Fußballspieler, -trainer und -funktionär. Von seinen Kollegen und Fans wurde er Bicho (Tier) oder Tanque (Panzer) genannt.

## Als Spieler

### Verein
Costa stieß zur Saison 1989/90 zum Profikader des FC Porto. Zuvor spielte er bereits für die Jugendabteilung der Drachen. Doch bevor er seinen ersten Pflichtspieleinsatz für Porto hatte, sollten drei Jahre vergehen. Im ersten Jahr trainierte er meist nur mit der Profimannschaft und war für die Reserve aktiv. Um ihm mehr Spielpraxis zu geben und ihn auf den Erstligabetrieb einstellen zu können, entschieden die FC-Verantwortlichen den Verteidiger auszuleihen. Im Sommer 1990 lieh man ihn dem FC Penafiel. Beim unterklassigen Verein entwickelte er sich und kam zu regelmäßigen Einsätzen. In der Folgesaison wurde Costa das zweite Mal ausgeliehen. Beim Ligakonkurrenten Marítimo Funchal aus Madeira war er sofort Stammspieler und zeigte gute Leistungen. Zur Saison 1992/93 gehörte er dann endgültig zum Kader des FC Porto. Es folgte eine rasche Entwicklung und Costa wurde Leistungsträger und Führungsspieler.
In der Saison 1997/98 bekam er die Nummer 2 (zuvor spielt er mit der Nummer 22) und die Kapitänsbinde von João Domingos Pinto. Vor der Spielzeit 2001/02 geriet er in einen Streit mit dem damaligen Trainer Octávio Machado. Aus diesem Grund wurde er ins Exil nach England, zu Charlton Athletic, geschickt. Darauf wurde Machado von den Fans heftigst kritisiert und er nahm am Ende der Saison seinen Hut und verließ Porto wieder. Mit José Mourinho als neuem Trainer wurde Costa wieder in die Pflicht genommen und führte das Team 2004 zum Champions-League-Triumph. Am 26. Mai 2004 konnte er den Pokal im Gelsenkirchener Stadion in die Höhe strecken. 2003 konnte er bereits mit dem Gewinn des UEFA-Cups, der Meisterschaft und des nationalen Pokals ein Triple feiern. Nach dem Champions-League-Erfolg wurde im Dezember 2004 auch der Weltpokal nach Porto geholt.
Zur Winterpause 2005 kündigte Costa an nach Belgien zu Standard Lüttich zu wechseln. In seinem letzten halben Jahr als Profi half er den belgischen Vize-Meistertitel zu erreichen. Obwohl Costa noch einen Vertrag bis 2007 hatte, trat er im Sommer 2006 aus persönlichen Gründen vom aktiven Fußball zurück.

### Nationalmannschaft
Im April 1991 wurde Costa U-20-Jugendweltmeister mit Portugal und nahm dabei an allen sechs Begegnungen des Wettbewerbs teil. Er bildete lange Zeit mit Fernando Couto ein sehr gutes Verteidiger-Duo. Zusammen waren sie beide für den Kader der Portugiesen für die Fußball-Europameisterschaft 2000 in Belgien und den Niederlanden nominiert. Nach der Fußball-Weltmeisterschaft 2002 in Japan und Südkorea trat er nach 50 Länderspielen (2 Tore) aus der Nationalmannschaft zurück.

### Erfolge
- Portugiesischer Meister mit dem FC Porto (8-mal): 1992/93, 1994/95, 1995/96, 1996/97, 1997/98, 1998/99, 2002/03, 2003/04
- Portugiesischer Pokalsieger mit dem FC Porto (5-mal): 1993/94, 1997/98, 1999/2000, 2000/01, 2002/03
- Portugiesischer Super-Cup-Gewinner mit dem FC Porto (8-mal): 1993, 1994, 1995, 1997, 1999, 2000, 2002, 2004
- UEFA Champions League mit dem FC Porto: 2004
- UEFA-Pokal mit dem FC Porto: 2003
- Weltpokal-Sieger mit dem FC Porto: 2004
- Junioren-Weltmeister mit Portugal U-20: 1991

## Als Trainer
Im Dezember 2006 wurde Costa als Co-Trainer von Rogério Gonçalves bei Sporting Braga eingestellt. Am 19. Februar 2007 wurde Gonçalves gekündigt und Costa als sein Nachfolger vorgestellt. Am Ende der Saison erreichte die Mannschaft den 4. Platz in der Liga. Am 30. Oktober des gleichen Jahres wurde auch Costa gefeuert.
Im Juni 2008 unterzeichnete er einen Vertrag beim portugiesischen Zweitligisten SC Olhanense, mit dem er am Ende der Saison 2008/09 in die Liga Sagres aufstieg. Im Sommer 2010 wechselte er zum Ligakonkurrenten Académica de Coimbra, den er aber im Dezember 2010, im Laufe der Hinrunde, bereits wieder verließ. Nach dem letzten Spieltag der Liga 1 2010/11 wurde Jorge Costa am 22. Mai 2011 als Nachfolger von Alin Minteuan im Amt des Cheftrainers von CFR Cluj vorgestellt. Obwohl CFR Tabellenführer war, wurde Costa am 8. April 2012 nach der 0:5-Heimniederlage im Meisterschaftsspiel gegen Rapid Bukarest entlassen und durch Ioan Andone ersetzt.
Im Oktober 2012 unterschrieb Costa einen Zweijahresvertrag bei AEL Limassol. Nach einer weiteren Station in Zypern bei Anorthosis Famagusta, kehrte Costa im Februar 2014 zum FC Paços de Ferreira nach Portugal zurück. Im Juli 2014 übernahm er für zweieinhalb Jahre das Nationalteam von Gabun und führte die Auswahl zur Teilnahme an der Afrikameisterschaft 2015. 2017 trainierte Costa erst den CS Sfax in Tunesien und kehrte anschließend nach Portugal zum FC Arouca zurück.
Es folgten weitere Stationen beim FC Tours (Frankreich), Mumbai City FC (Indien), Gaz Metan Mediaș (Rumänien), dem SC Farense, erneut CS Sfax (Tunesien), Académico de Viseu FC sowie zuletzt bei AVS Futebol SAD.

## Als Funktionär
Ab dem 1. Juli 2024 war Jorge Costa Generaldirektor des portugiesischen Erstligisten FC Porto.
Am 5. August 2025 wohnte er in seiner Rolle als Sportdirektor dem morgendlichen Training der Profimannschaft bei, als er einen Herzstillstand erlitt. Nach umgehender Erstversorgung durch die medizinische Abteilung des FC Porto im Trainingszentrum verstarb er im Hospital de São João in Porto.